# Пожар в Дакке (2012)
Пожар на швейной фабрике в столице Бангладеш, городе Дакка (район Ашулия) случился 24 ноября 2012 в девятиэтажном здании фабрики англ. Tazreen Fashion и стал самым смертоносным происшествием в истории промышленности Бангладеш[уточнить]. Подтверждена гибель по меньшей мере 117 человек, ещё не менее двухсот пострадали.
После пожара в стране прошли многодневные протесты и был инициирован пересмотр стандартов безопасности.